# Christmas Eve with Johnny Mathis
Christmas Eve with Johnny Mathis è un album natalizio del cantante statunitense Johnny Mathis, pubblicato nel 1986 su etichetta Columbia Records.
L'album contiene in tutto dieci brani. Tra questi, figurano "classici" natalizi quali Jingle Bells e It's Beginning to Look a Lot Like Christmas.

## Tracce

### Lato A
1. It's Beginning to Look a Lot Like Christmas
2. Toyland
3. It's the Most Wonderful Time of the Year
4. Jingle Bells (Let's Take A Sleigh Ride)
5. Christmas Is For Everyone/Where Can I Find Christmas?

### Lato B
1. Every Christmas Eve/Giving (Santa's Theme)
2. The Christmas Waltz
3. We Need a Little Christmas
4. Caroling Caroling/Happy Holiday
5. It's Christmas Time Again